# Fole socken

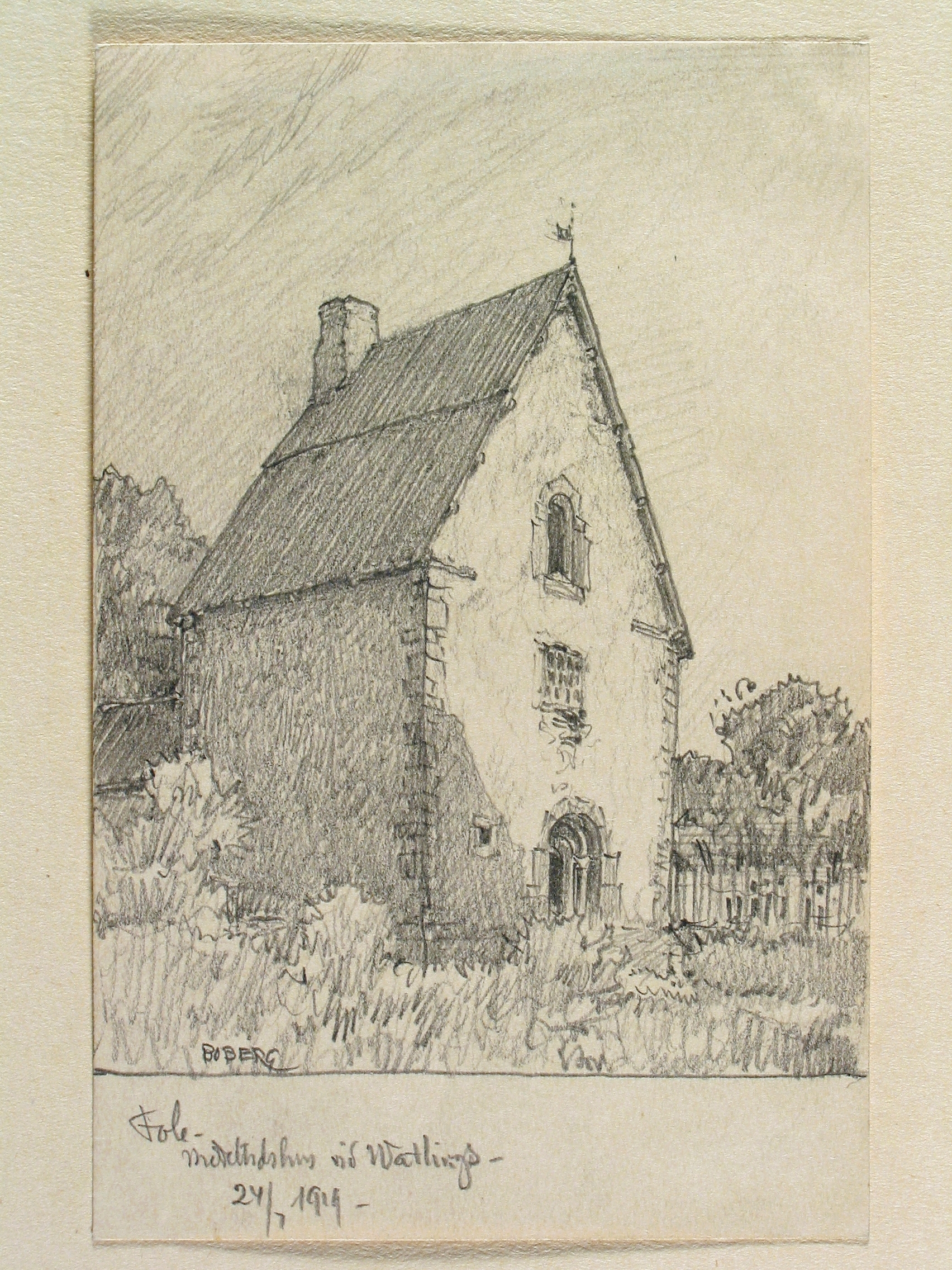
Medeltida stenhus vid Vatlings i Fole socken, tecknat av Ferdinand Boberg 1919.

Fole socken ingick i Gotlands norra härad, ingår sedan 1971 i Gotlands kommun och motsvarar från 2016 Fole distrikt.
Socknens areal är 28,23 kvadratkilometer, varav 28,22 land. År 2020 fanns här 422 invånare. Kyrkbyn Fole med sockenkyrkan Fole kyrka ligger i socknen.

## Administrativ historik
Fole socken har medeltida ursprung. Socknen tillhörde Bro ting som i sin tur ingick i Bro setting i Nordertredingen.
Vid kommunreformen 1862 övergick socknens ansvar för de kyrkliga frågorna till Fole församling och för de borgerliga frågorna bildades Fole landskommun. Landskommunen inkorporerades 1952 i Tingstäde landskommun och ingår sedan 1971 i Gotlands kommun. Församlingen uppgick 2007 i Väskinde församling.
1 januari 2016 inrättades distriktet Fole, med samma omfattning som församlingen hade 1999/2000.  
Socknen har tillhört samma fögderier och domsagor som Gotlands norra härad. De indelta båtsmännen tillhörde Gotlands första båtsmanskompani.

## Geografi
Fole socken ligger i Gotlands norra inland. Socknen är en delvis skogbeväxt slättbygd.

### Gårdsnamn
Autsarve, Bondarve, Hajdes, Hellvis Lilla, Hellvis Stora, Kisslings, Krampbro, Lillfole, Nygårds, Prästgården, Ringvide, Ryftes Lilla, Ryftes Stora, Sojdeby Lilla, Sojdeby Stora, Sojdungs, Stentollby, Tollby Stora, Vatlings, Änge, Östryftes Lilla, Östryftes Stora.

### Ortnamn
Knappstorp, Krampbro.

## Fornlämningar
Kända från socknen är gravrösen från bronsåldern samt gravfält, stensträngar, skeppssättningar, bildstenar och sliprännor i fast häll och i block från järnåldern. Tre runristningar har påträffats.

## Namnet
Namnet (1336 Folu) kommer sannolikt från en gård, (Stora) Fole. Det kan härledas till ful, 'rutten, illaluktande' och kan syfta på illaluktande sankmark, kanske det väster om kyrkan.

## Befolkningsutveckling
| Befolkningsutvecklingen i Fole socken 1750–2020 | Befolkningsutvecklingen i Fole socken 1750–2020 | Befolkningsutvecklingen i Fole socken 1750–2020 | Befolkningsutvecklingen i Fole socken 1750–2020 | Befolkningsutvecklingen i Fole socken 1750–2020 |
| --- | ----------------------------------------------- | ----------------------------------------------- | ----------------------------------------------- | ----------------------------------------------- |
| |                                                 |                                                 |                                                 |                                                 |
| År |                                                 |                                                 | Folkmängd                                       |                                                 |
| 1750 | 1750                                            |                                                 | 223                                             |                                                 |
| 1760 | 1760                                            |                                                 | 252                                             |                                                 |
| 1769 | 1769                                            |                                                 | 272                                             |                                                 |
| 1780 | 1780                                            |                                                 | 267                                             |                                                 |
| 1790 | 1790                                            |                                                 | 237                                             |                                                 |
| 1800 | 1800                                            |                                                 | 305                                             |                                                 |
| 1810 | 1810                                            |                                                 | 296                                             |                                                 |
| 1820 | 1820                                            |                                                 | 324                                             |                                                 |
| 1830 | 1830                                            |                                                 | 318                                             |                                                 |
| 1840 | 1840                                            |                                                 | 339                                             |                                                 |
| 1850 | 1850                                            |                                                 | 355                                             |                                                 |
| 1860 | 1860                                            |                                                 | 376                                             |                                                 |
| 1870 | 1870                                            |                                                 | 421                                             |                                                 |
| 1880 | 1880                                            |                                                 | 469                                             |                                                 |
| 1890 | 1890                                            |                                                 | 471                                             |                                                 |
| 1900 | 1900                                            |                                                 | 404                                             |                                                 |
| 1910 | 1910                                            |                                                 | 440                                             |                                                 |
| 1920 | 1920                                            |                                                 | 435                                             |                                                 |
| 1930 | 1930                                            |                                                 | 453                                             |                                                 |
| 1940 | 1940                                            |                                                 | 458                                             |                                                 |
| 1950 | 1950                                            |                                                 | 423                                             |                                                 |
| 1960 | 1960                                            |                                                 | 360                                             |                                                 |
| 1970 | 1970                                            |                                                 | 311                                             |                                                 |
| 1980 | 1980                                            |                                                 | 333                                             |                                                 |
| 1990 | 1990                                            |                                                 | 347                                             |                                                 |
| 2000 | 2000                                            |                                                 | 378                                             |                                                 |
| 2010 | 2010                                            |                                                 | 390                                             |                                                 |
| 2020 | 2020                                            |                                                 | 422                                             |                                                 |
| Anm: Källor: Umeå universitet - Tabellverket 1749-1859, Demografiska databasen, CEDAR, Umeå universitet, Befolkningsutvecklingen i Gotlands socknar 2000 - 2010, Folkmängden per distrikt, landskap, landsdel eller riket efter kön. År 2015 - 2022. |                                                 |                                                 |                                                 |                                                 |

### Fotnoter
1. 1 2  Svensk Uppslagsbok andra upplagan 1947–1955: Fole socken
2. ↑  ”Folkmängden per distrikt, landskap, landsdel eller riket efter kön. År 2015 - 2022”. Statistikdatabasen. Statistiska centralbyrån. http://www.statistikdatabasen.scb.se/pxweb/sv/ssd/START__BE__BE0101__BE0101A/FolkmangdDistrikt/. Läst 23 april 2023.
3. ↑  Harlén, Hans; Harlén Eivy (2003). Sverige från A till Ö: geografisk-historisk uppslagsbok. Stockholm: Kommentus. Libris 9337075. ISBN 91-7345-139-8
4. ↑  ”Församlingar”. Statistiska centralbyrån. https://www.scb.se/hitta-statistik/regional-statistik-och-kartor/regionala-indelningar/forsamlingar/. Läst 30 december 2022.
5. ↑  Administrativ historik för Fole socken (Klicka på församlingsposten). Källa: Nationella arkivdatabasen, Riksarkivet.
6. ↑  Om Gotlands båtsmanskompani
7. 1 2  Sjögren, Otto (1931). Sverige geografisk beskrivning del 2 Östergötlands, Jönköpings, Kronobergs, Kalmar och Gotlands län. Stockholm: Wahlström & Widstrand. Libris 9939
8. 1 2  Nationalencyklopedin
9. ↑  Förteckning över slipskåror
10. ↑  Fornlämningar, Statens historiska museum: Fole socken
11. ↑  Fornminnesregistret, Riksantikvarieämbetet: Fole socken Fornminnen i socknen erhålls på kartan genom att skriva in sockennamn (utan "socken") i "Ange geografiskt område"
12. ↑  Mats Wahlberg, red (2003). Svenskt ortnamnslexikon. Uppsala: Institutet för språk och folkminnen. Libris 8998039. ISBN 91-7229-020-X. https://isof.diva-portal.org/smash/get/diva2:1175717/FULLTEXT02.pdf